# Szabad Brüsszeli Egyetem
A Brüsszeli Szabadegyetemet 1834-ben alapították Brüsszelben. A megnevezés jelenleg két oktatási intézményt takar Belgiumban:
- A Vrije Universiteit Brussel (VUB) kizárólag holland tannyelvű, jelenleg Etterbeekben és Jette-ben van campusa.
- A Université libre de Bruxelles(wd) (ULB) kizárólag francia tannyelvű, campusa Ixelles-ben található.

A két egyetem neve angolul Free University of Brussels, de ezt a megnevezést - a félreértések elkerülése végett - mindkét intézmény igyekszik elkerülni. A két egyetem 1970 óta önállóan működik, bár továbbra is fenntartják együttműködésüket.

## Története
A két egyetem elődjét 1834-ben a flamand származűsú brüsszeli ügyvéd, Pierre-Théodore Verhaegen alapította, aki az egyházi és állami befolyástól mentes, csak az akadémiai életre koncentráló intézményt kívánt kialakítani. Belgium függetlenné válásakor ugyanis csak állami egyetemek működtek Leuvenben, Gentben és Liège-ben. 1834-ben a katolikus egyház egyetemet kívánt szervezni Mechelenben, illetve a belga állam át akarta adni a leuveni állami egyetemet a Leuveni Katolikus Egyetemnek. A brüsszeli liberális politikusok, jeles művészek, tudósok és professzorok - köztük Auguste Baron - ellenezték az állam döntését és egy brüsszeli, világnézetileg semleges egyetem létrehozását követelték. Auguste Baronnak végül sikerült meggyőznie a helyi szabadkőműves társaság, a "Les Amis Philantropes" elnökét, Pierre-Théodore Verhaegen, hogy támogassa az egyetem létrehozásának tervét.
Miután sikerült összegyűjteni az alapításhoz szükséges tőkét, az egyetemet hivatalosan 1834. november 20-án nyitották meg Université Libre de Bruxelles néven. Megalapítása után még jó ideig pénzügyi nehézségekkel küzdött, mivel a belga állam semmilyen támogatást nem adott, a működéshez szükséges pénzt a diákok tandíjából és évente megrendezett jótékonysági rendezvények segítségével szedték össze.
Az egyetem mottója Scientia vincere tenebras, vagyis "A tudomány legyőzi a sötétséget". Az egyetem vallásilag, politikailag és kulturálisan semleges volt. Verhaegen, aki az egyetem egyik előadója, később vezetője lett, így foglalta össze az intézmény céljait: Szabad kutatás és politikai vagy vallási befolyástól mentes akadémiai élet.
Az egyetem oktatási nyelve kezdetben kizárólag francia volt, de a flamand népesség befolyásának növekedésével egyre többen kezdték követelni a holland nyelvű kurzusokat is. 1935-től használták először tannyelvként a hollandot, de 1963-ig kellett várni, hogy minden tanszék minden tárgyat hollandul is tudjon tanítani. Az egyetem végül 1969. október 1-jén kettévált és hivatalosan 1970. május 28-tól a Vrije Universiteit Brussel és a Université Libre de Bruxelles két külön intézményként működik.

## Érdekesség
Az egyetemi labdarúgócsapat 1900. évi nyári olimpiai játékokon bronzérmet nyert.